# Ренан Шекероглу
Хікмет Ренан Шекероглу (8 вересня 1960, Вашингтон) — турецький дипломат. Генеральний консул Туреччини в Одесі (Україна) (2005—2008).

## Життєпис
Народився 8 вересня 1960 року у Вашингтоні. У 1982 році закінчив Університет Анкари, факультет політичних наук, факультет міжнародних відносин.
З 1983 року на дипломатичній роботі у Головному управлінні економічних справ МЗС Турецької Республіки.
У 1985—1986 рр. — третій, згодом другий секретар Управління економічних відносин з країнами Сходу.
У 1986—1988 рр. — другий секретар Посольства Туреччини у Багдаді, Ірак.
У 1988—1991 рр. — віце-консул, згодом консул Турецької Республіки в Лондоні, Велика Британія.
У 1991—1993 рр. — головний секретар Управління соціальних справ МЗС Туреччини..
У 1993—1994 рр. — головний секретар Посольства Турецької Республіки у Стокгольмі.
У 1994—1997 рр. — головний секретар, радник Посольства Турецької Республіки в Делі.
У 1997—1999 рр. — начальник відділу, в. о. начальника Управління Східної Європи  МЗС Туреччини.
У 1999—2003 рр. — радник, перший радник Посольства Турецької Республіки в Гельсінкі.
У 2003—2004 рр. — начальник відділу країн Середньої Європи та Балтії МЗС Туреччини.
У 2004—2005 рр. — начальник відділу Головного управління Західної Європи МЗС Туреччини.
З 1 жовтня 2005 по 16 вересня 2007 рр. — Генеральний консул Туреччини в Одесі (Україна);
У 2011—2012 рр. — обіймав посаду начальника відділу досліджень та оцінок Генерального секретаріату Ради національної безпеки;
З 30 квітня 2014 по 15 червня 2018 рр. — Надзвичайний і Повноважний Посол Туреччини у Бамако (Малі).